# Charles de Mornay
Charles de Mornay, född omkring 1514 i Frankrike, död 4 september 1574 (avrättad) i Stockholm, var en svensk friherre, arvinge till Varennes samt herre till Helgerum och Roma. Han var far till Johan Karlsson de Mornay.

## Vägen till Sverige
Charles de Mornay härstammade från en förnäm fransk ätt, var kalvinist (hugenott) och fick i ungdomen god bildning. 1547 medföljde han de trupper, som Frankrike sände till skottarnas hjälp i kriget mot England, och stannade kvar i Skottland till fredsslutet 1550. Redan 1557 befann han sig i Sverige, där han av Gustav Vasa användes i åtskilliga diplomatiska värv. Charles de Mornay fick flera gårdar som lön, bl.a. Vinö utanför Västervik samt tillhörande gårdar i Loftahammar, bl.a. Hallmare, Risebo och Lerglo. I sin tjänst för Sverige skickades han som sändebud till Polen (1557) och till Danmark (1558) samt deltog 1559 i den beskickning, som avgick till England för underhandlingar om giftermål mellan hertig Erik och drottning Elisabet. Efter sin återkomst föll han emellertid i konungens onåd genom obetänksamt uppförande i och med det så kallade Vadstenabullret och hölls till och med någon tid fängslad.

## Kungens förtrogne
När Erik XIV efterträdde sin far 1560 gick det bättre för de Mornay, eftersom han efter sin ankomst till Sverige snart hade förvärvat Eriks förtroende. Förtroendet behöll han under hela Eriks regering, dock ej helt friktionsfritt.
I konungens tjänst blev han flitigt använd. Han benämnes konungens kammarjunkare eller kammarherre och omtalas även som kungens råd (1561) eller rådsförvant (1565). 1561 avgick han som sändebud till Frankrike, där han utverkade Katarina av Medicis bifall till Eriks giftermål med Maria Stuart, hennes sons änka, och skickades 1562, jämte Per Brahe den äldre, till Skottland för att framföra konungens frieri till Maria. 1563 erhöll de Mornay förläningar som innehöll exempelvis Kronobergs slott, Vinäs i Tjust med underlydande gårdar som Hallmare, Tångered, Flatvarp, Råsbäck med flera.
Efter återkomsten till Sverige började han nyttjas i krigiska värv, eftersom "det han egde god förfarenhet i krigssaker". I slutet av 1562 sändes han som krigsöverste till Livland för att ersätta Klas Kristersson Horn och var tänkt som ledare för Eriks krigsföretag mot brodern Johan, men återkallades vid Nordiska sjuårskrigets utbrott. Trots att det 1564 heter, att han ej ännu lärt sig att fullkomligt tala svenska, erhöll han i detta krig viktiga befäl och kämpade med ära, men inte alltid med lycka.
Han blev 1563 i grund slagen av danskarna vid Mared (nära Halmstad), men försvarade med framgång Varbergs slott 1565 och fråntog den härjande Daniel Rantzaus tross vid Slaget vid Brobacka 1566. Den 20 september samma år togs han till fånga och fördes till Kalundborgs slott i Danmark, där han stannade kvar till 16 mars 1571 och då var kung Erik efterträdd av Johan III. Vid hemkomsten kallades han, den förre gunstlingen hos Erik XIV, att delta i rådets överläggningar, innan han ens hunnit avlägga trohetsed. 1573 uppdrogs åt honom att vara ståthållare på Älfsborgs och Gullbergs slott på Västkusten.

## Förrädisk mot kungen
Trots den kungliga välviljan bröt han dock sin trohetsed till Johan och inlät sig i förrädiska stämplingar mot denne med hövitsmännen för de skotska legotrupperna i Sverige: Komplotten 1574 avslöjades i september 1574. Att han haft för avsikt att avsätta Johan, torde få anses som säkert, liksom också att han velat befria Erik XIV ur fängelset. Det är dock ovisst om han ämnade uppsätta Erik eller hertig Karl på tronen. Från flera håll uppges även att de sammansvurna ämnat ta livet av kung Johan. För sitt förrädiska uppförande blev Charles de Mornay avrättad i Stockholm.